# Jharoda Majra Burari
Jharoda Majra Burari es una ciudad censal situada en el distrito de Delhi norte,  en el territorio de la capital nacional,  Delhi (India). Su población es de 22878 habitantes (2011). 

## Demografía
Según el censo de 2011 la población de Jharoda Majra Burari era de 22878 habitantes, de los cuales 12214 eran hombres y 10664 eran mujeres. Burari tiene una tasa media de alfabetización del 85,55%, superior a la media estatal del 86,21%: la alfabetización masculina es del 91,49%, y la alfabetización femenina del 78,80%.